# Nazionale maschile di hockey su pista dell'Irlanda
La nazionale di hockey su pista dell'Irlanda è la selezione maschile di hockey su pista che rappresenta l'Irlanda in ambito internazionale.

Attualmente è inattiva.

## Storia
Nel 1911 venne disputato a Dublino il primo incontro amichevole tra due selezioni nazionali di cui si ha notizia: ad affrontarsi furono l'Inghilterra, vincitrice dell'incontro per sette reti a due, e l'Irlanda. L'anno successivo si giocò la rivincita a Londra, dove l'Inghilterra vinse nuovamento con il punteggio di 6-1.
In seguito esordì a Barcellona al Campionato del mondo del 1951, dove riuscì a vincere, in 10 gare, il solo incontro contro la Danimarca. Partecipò alle altre quattro edizioni del 1953, 1954, 1955 e 1982, sempre posizionandosi negli ultimi posti.